# Szkice Podlaskie
Szkice Podlaskie – polskie czasopismo naukowe wydawane przez Siedleckie Towarzystwo Naukowe.
Część numerów czasopisma jest dostępnych online w bazie danych Mazowieckich Czasopism Humanistycznych.